# Silnice II/163
Silnice II/163 je silnice II. třídy, která vede z Černé v Pošumaví do Dolního Dvořiště, kde se napojuje na evropskou silnici E55. Je dlouhá 41 km. Prochází jedním krajem a jedním okresem. Jde o páteřní silnici oblasti nejjižnější Šumavy.

## Vedení silnice

### Jihočeský kraj, okres Český Krumlov
- Černá v Pošumaví (křiž. I/39, III/1638)
- Plánička (křiž. III/16310)
- Milná (křiž. III/16311)
- Frymburk (křiž. II/162, III/16312)
- Kobylnice
- odb. Slupečná (III/16315)
- Lipno nad Vltavou
- hráz vodní nádrže Lipno
- odb. Nové Domky (III/16316)
- Loučovice
- Vyšší Brod (křiž. II/161, III/1622)
- Těchoraz
- Herbertov-Horní Mlýn
- žst. a odb. Rožmberk nad Vltavou (II/160)
- Jenín (křiž. III/16318)
- Rybník (křiž. III/16319)
- Dolní Dvořiště (křiž. I/3, III/00363)